# Qaḑā' Umm al Jimāl
Qaḑā' Umm al Jimāl (arabiska: قضاء ام الجمال) är en kommun i Jordanien.   Den ligger i guvernementet Mafraq, i den norra delen av landet, 60 km nordost om huvudstaden Amman.